# Lilltjärnen (Torps socken, Medelpad, 692350-151532)
Lilltjärnen är en sjö i Ånge kommun i Medelpad och ingår i Ljungans huvudavrinningsområde.